# 特德拉斯之家

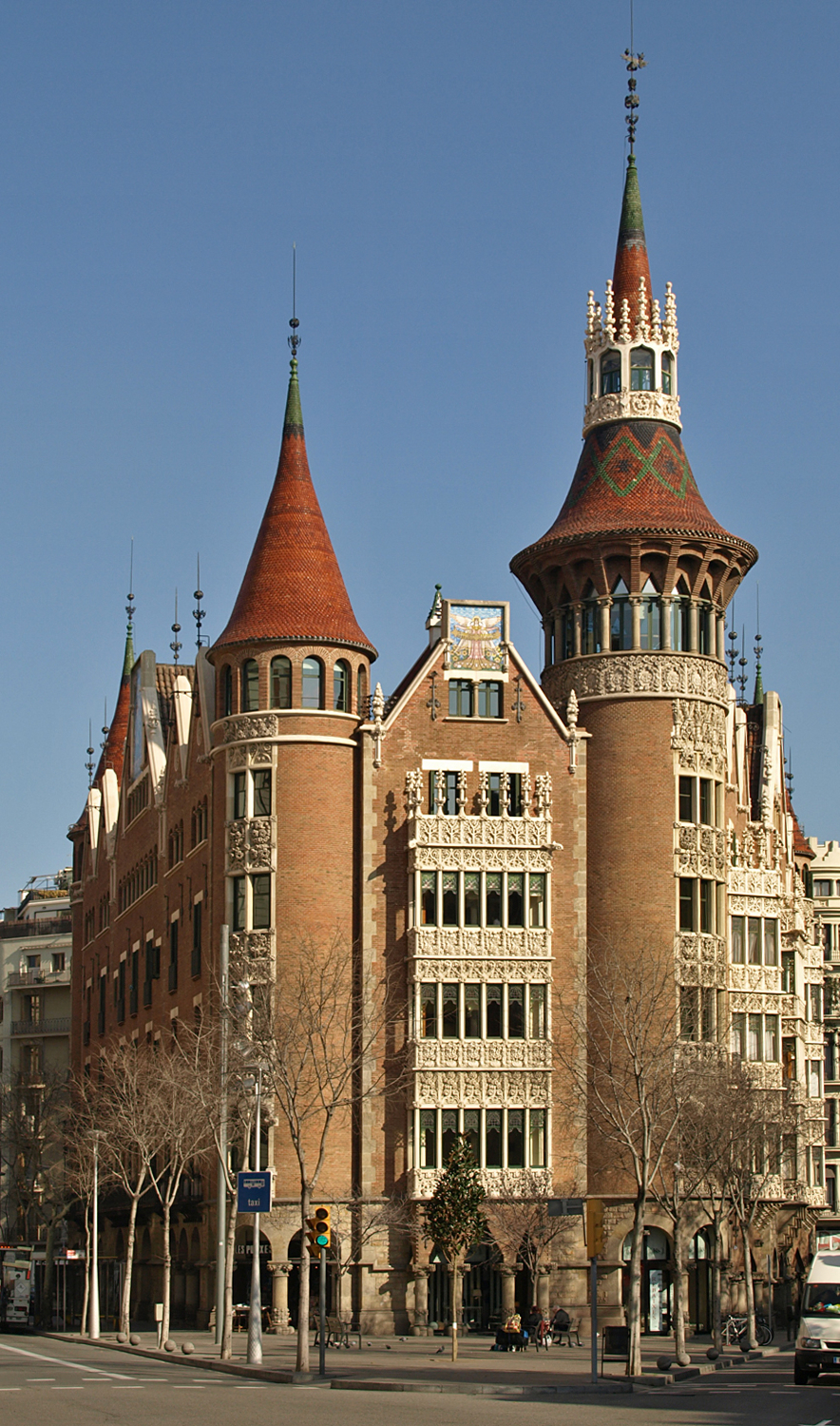
特德拉斯之家

特德拉斯之家 （Casa de les Punxes）是位於西班牙城市巴塞羅那的一座建築，由現代主義建築家何塞·普伊赫·卡達法爾克（Josep Puig i Cadafalch）設計。特德拉斯之家始建於1905年，建築外觀融合了多種不同的建築風格，是巴塞羅那的地標建築之一，也是理解加泰羅尼亞現代主義運動的重要建築。1976年，西班牙宣布特德拉斯之家為國家歷史紀念建築。現在特德拉斯之家由私人擁有。